# طيور الظلام (فلم)
طيور الظلام فيلم دراما مصري من إخراج شريف عرفة، ومن تأليف وإنتاج وحيد حامد، وعرض في 14 أغسطس 1995. من بطولة عادل إمام، ويسرا، وجميل راتب، وأحمد راتب، ورياض الخولي، وعزت أبوعوف. يعرض الفيلم الصراع بين الحكومة والجماعات الدينيَّة في فترة التسعينيات، والفساد والطموح المفرط وأثاره على حياة الأفراد والمجتمع.

## أحداث الفيلم
ثلاثة محاميين أصدقاء، الأول فتحي نوفل (عادل إمام) يتحول من رجل له موقف إلى انتهازي، يصعد اجتماعياً ليصبح مدير مكتب أحد الوزراء والثاني علي الزناتي (رياض الخولي) فهو ينضم إلي الجماعات المتطرفة ويحاول علي تجنيد فتحي إلى صف جماعته الإرهابية، أما الزميل الثالث محسن (أحمد راتب) فهو موظف بسيط متمرد يقرر أن يبقى بعيداً عن الصراع الدائر بين الحكومة والجماعات الدينية
ينجح فتحي في توظيف مومسسميرة (يسرا) لتعمل في التجارة، ويساعدها بنفوذه، وتصبح سميرة عشيقة الوزير رشدي (جميل راتب) ثم تتزوجه عرفياً،
وما يلبث أن يتم القبض عليها فتعترف على فتحي، وفي السجن يلتقي فتحي مع زميله علي، وتستمر المواجهة
و يقال أن هذا الفيلم كتبه وحيد حامد بعد خلافاته مع مختار نوح " محامي الجماعات الإسلامية الشهير واحد كبار قادتها والذي كتب فيه عن شخصية منتصر الزيات في دور رياض الخولي المحامى الخصوصي للجماعات الإسلامية المتشددة.

## أبطال الفيلم
| - عادل إمام: "فتحي نوفل" - رياض الخولي: "علي الزناتي" - أحمد راتب: "محسن" - يسرا: "سميرة رشوان" - جميل راتب: الوزير "رشدي الخيال" - نظيم شعراوي: المحامي المشهور "شوكت عطيه" - عزت أبوعوف: "فاروق" سكرتير المحامي المشهور "شوكت عطيه" - نهال عنبر: "فايزة شركس" | - لطفي عبد الحميد - سعيد طرابيك - كوثر رمزي - محمود البزاوي - علاء زينهم - سليمان عيد - فتحي عبد الوهاب - فؤاد فرغلي | - جلال وفيق - حمدي يوسف - علي الباجوري - كمال سليمان - حسنى عبد الجليل - عريان سيدهم - مصطفى هاشم - محمد عبد الرحمن | - أحمد الطاهر - أحمد طمانى - طارق عبد الفتاح - حسين خلوصي - إيهاب شهاب - أشرف عبد الفضيل - وجدي وليم - خالد مسعد | - أشرف البربري - إنتصار عبد الباسط - أرينا إلياس - أسامة عشم - فاتن فؤاد - عبد الرحيم التنير - حامد ونيس - مديحة البكرى |

## طاقم العمل
| - تأليف: وحيد حامد - إخراج: شريف عرفة - مساعد مخرج: علي إدريس - ماكياج: عبد الوهاب قطب وجمال إمام - مساعد ماكياج: على طه - كوافير: طلعت على وسامى سالم - مساعد إكسسوار: سيد مصطفى سعيد - أسطى إضاءة: محمد إبراهيم وكمال عبد المؤمن - ماشينيست: أنور أمين - مفرقعات: دسوقى محمود وصديق محمود | - ريجيسير: أحمد تركي - مساعد ريجيسير: عبد المنعم معتوق - مسجل صوت: أحمد عبد الخالق - الصوت: هيام محمد - مساعد صوت: علاء عبد الخالق وعبد السيد سند - ملابس: عليه على - كمبيوتر جرافيك: محمد أبو السعد وأشرف حمزاوي - مهندسة تنفيذ الديكور: ماجدة السعيد - إكسسوار: جمال عجمى - فوتوغرافي: محمد بكر | - مساعد فوتوغرافي: محمد جوهر - مركب الفيلم: منار حسنى - مساعد مصور: أحمد عبد العزيز - التحميض والطبع: معامل إستوديو مصر - مدير المعامل: أبو علم - تصحيح الألوان: ماجد موسى - مدير الإنتاج: مجدي شعبان وحمدي زين - إدارة الإنتاج: خالد عبد الفتاح وعادل سليمان - المستشار القانوني: المحامي شريف محمد - نيجاتيف: ليلى فهمي | - التوزيع الداخلى: الشركة العالمية للتلفزيون والسينما - التوزيع الخارجي: أفلام وحيد حامد - إشراف: وجيه خيرى القاهرة - توزيع الفيديو كاسيت: شركة ماستر القاهرة - مهندس الديكور: رشدي حامد - موسيقى تصويرية: مودي الإمام - مونتاج: عادل منير - المنتج الفنى: محمد زين - مدير التصوير: محسن نصر |

## أصداء
– يقال أن شخصية «منتصر الزيات» الذي يجسدها بحبكة وإتقان الفنان رياض الخولي كمحامى خصوصى للجماعات الإسلامية المتشددة، قد كتبها المؤِّلف العبقري وحيد حامد بعد خلافاته مع المحامى الشهير «مختار نوح» محامى الجماعات الإسلامية وأحد كبار قادتها 
– اقترح المخرج شريف عرفة كتابة الجزء الثاني من فيلم طيور الظلام، بنفس نجوم الجزء الأول لكن الزعيم عادل إمام تخوف من ذلك خاصة بعد صعود الإخوان المسلمين سدة الحكم وبسبب انشغال المؤلف وحيد حامد بمشاريع أخرى ليتم تأجيل العمل 
– تم رفع دعوة على الفيلم والممثلين أتهم خلالها المؤلف وحيد حامد وكذلك الممثل عادل إمام بتهمة ازدراء الأديان في أعماله السينمائية والتي كان من بينها فيلم «طيور الظلام» حيث صدر في حقه حكم بالسجن 3 شهور لكنه ألغي وتمت تبرأته